# Villeneuve-la-Comtesse
Villeneuve-la-Comtesse település Franciaországban, Charente-Maritime megyében. Lakosainak száma 745 fő (2022. január 1.). Villeneuve-la-Comtesse Coivert, La Croix-Comtesse, Dœuil-sur-le-Mignon, Migré, Saint-Séverin-sur-Boutonne, Vergné és Plaine-d’Argenson községekkel határos.

## Népesség
A település népessége az elmúlt években az alábbi módon változott:
| Lakosok száma | 801  | 826  | 768  | 690  | 762  | 747  | 741  | 739  | 742  | 745  |
|               | 1968 | 1982 | 1990 | 2006 | 2013 | 2015 | 2017 | 2019 | 2020 | 2022 |